# Михайленко, Надежда Васильевна
Надежда Васильевна Михайленко — советский хозяйственный и государственный деятель, Герой Социалистического Труда.

## Биография
Родилась в 1929 году в селе Дзензелевка Маньковского района Уманского округа Украинской ССР. Член КПСС.
В 1944—1952 — колхозница, звеньевая полеводческой бригады колхоза имени Сталина Маньковского района Киевской области Украинской ССР.
В 1952—1986 — формовщица Киевской ордена Трудового Красного Знамени обувной фабрики имени 50-летия Октябрьской Революции, затяжчица обуви Киевского производственного экспериментального обувного объединения «Киев» им. 50-летия Великой Октябрьской социалистической революции Министерства легкой промышленности УССР.
Указом Президиума Верховного Совета СССР от 16 февраля 1948 года за получение высоких урожаев пшеницы, ржи, кукурузы и сахарной свёклы в 1947 году присвоено звание Героя Социалистического Труда с вручением ордена Ленина и золотой медали «Серп и Молот».
Делегат XXIII и XXIV съезда КПСС.
Жила в Киеве.

## Награды и звания
- Герой Социалистического Труда (16.02.1948)
- Орден Ленина (16.02.1948)
- Орден Октябрьской Революции (05.04.1971)